# Zgornji Petelinjek
Zgornji Petelinjek – wieś w Słowenii, w gminie Lukovica. W 2018 roku liczyła 22 mieszkańców.